# フセヴォロド・プドフキン
フセヴォロド・イラリオーノヴィチ・プドフキン（ロシア語: Всеволод Илларионович Пудовкин, 英語: Vsevolod Illarianovich Pudovkin, 1893年2月16日 - 1953年6月20日）は、ソビエト連邦の映画監督、俳優である。セルゲイ・エイゼンシュテイン、アレクサンドル・ドヴジェンコと並び、創成期のソ連映画界で活躍した巨匠である。主に無声映画時代において代表作を発表している。

## 経歴
ロシア・ボルガ地方ペンザ生まれ。4歳の頃にモスクワに移り、モスクワ大学では物理の勉強をする。卒業後は化学者として工場に就職するが、D・W・グリフィスの『イントレランス』を見て感激し、1919年に国立映画専門学校に第1期生として就学し、映画監督のレフ・クレショフの下につく。
1925年、俳優や助監督を経て、短編喜劇『チェス狂』で監督デビュー。1926年にはゴーリキー原作の『母』を発表、卓越したモンタージュ手法で描いた本作によって一躍世界にその名を知らしめた。1929年には、俳優としてフョードル・オツェプ監督の『生ける屍』に主演もしている。
セルゲイ・エイゼンシュテインが、キャストにあえて素人を起用したのとは対照的に、プドフキンは演技性を重視し、プロの俳優を配役し続けた。
1941年にスターリン賞受章。大祖国戦争時は戦争映画の撮影を手掛ける。終戦後も晩年まで映画の撮影を続けた。

## フィルモグラフィー

### 映画
- 飢え、飢え、飢え Голод… голод… голод… （1921年） - 監督
- チェス狂 Шахматная горячка （1925年） - 監督
- Механика головного мозга （1926年） - 監督
- 母 Мать （1926年）[注釈 1] - 監督
- 聖ペテルブルグの最後 Конец Санкт-Петербурга （1927年） - 監督
- アジアの嵐 Потомок Чингис-Хана （1928年）[注釈 2] - 監督
- 生ける屍 Живой труп （1929年） - 出演
- Простой случай （1932年） - 監督
- Дезертир （1933年） - 監督
- Победа （1938年） - 監督
- ミーニンとポジャルスキー Минин и Пожарский （1938年） - 監督
- Кино за XX лет （1940年） - 監督
- Боевой киносборник № 6 （1941年） - 監督
- Суворов （1941年） - 監督
- Убийцы выходят на дорогу （1942年） - 監督
- 祖国の名において Во имя Родины （1943年） - 監督・脚本
- Адмирал Нахимов （1946年） - 監督
- 三つの邂逅 Три встречи （1948年） - 監督
- Жуковский （1950年） - 監督
- Возвращение Василия Бортникова （1952年） - 監督

## 著書
- Film Technique
- Film Acting